# Hopwas
Hopwas est un village du Staffordshire, en Angleterre.

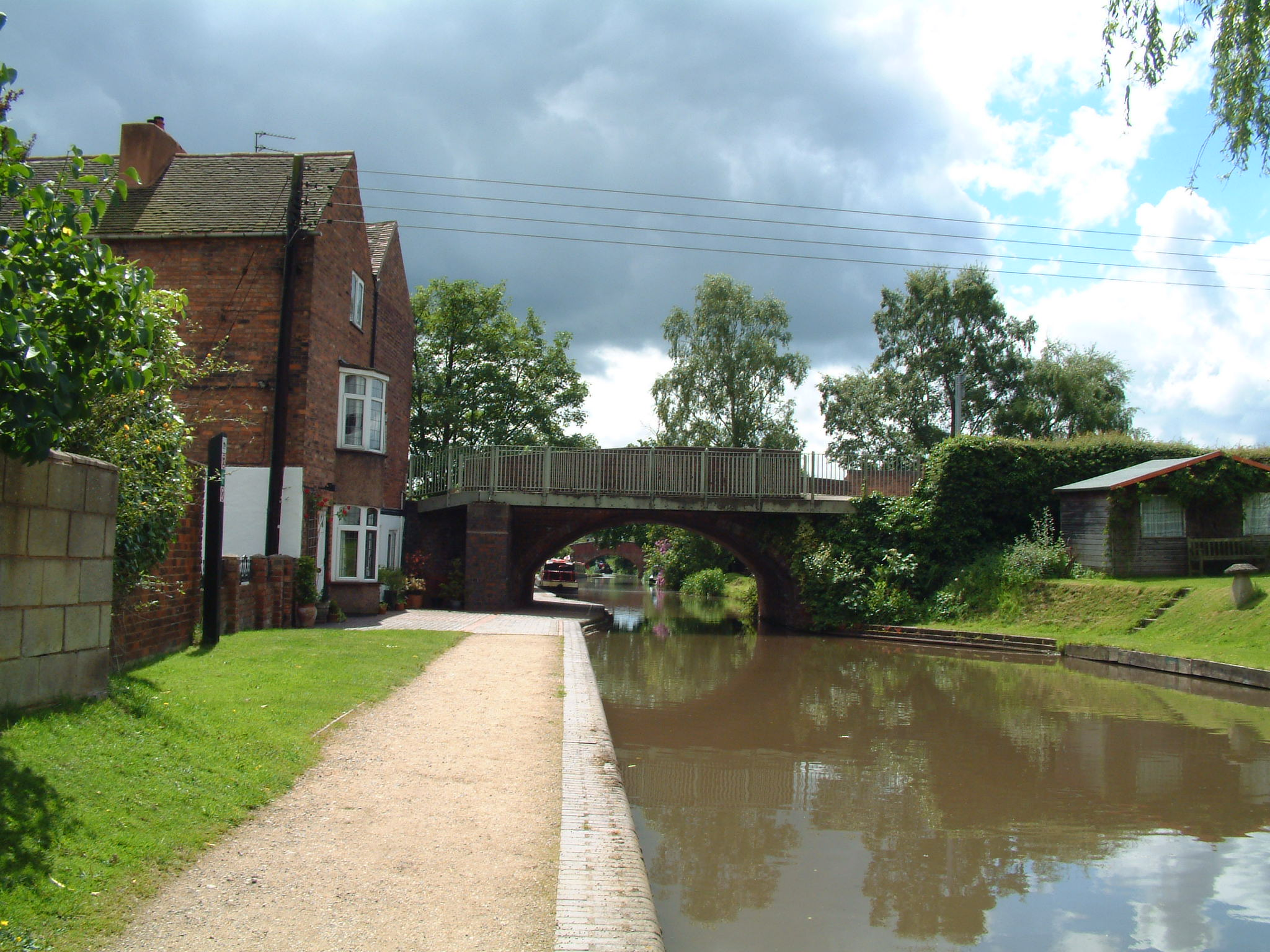
irmingham & Fazeley Canal, Hopwas.